# Anolis koopmani
Espèce
Synonymes
- Chamaelinorops koopmani (Rand, 1961)

Statut de conservation UICN

 EN B1ab(iii) : En danger
Anolis koopmani est une espèce de sauriens de la famille des Dactyloidae. 

## Répartition
Cette espèce est endémique d'Haïti. Elle se rencontre sur le versant Sud du Massif de la Hotte.

## Étymologie
Cette espèce est nommée en l'honneur de Karl F. Koopman (1920–1997).

## Publication originale
- Rand, 1961 : Notes on Hispaniolan herpetology 4. Anolis koopmani, new species, from the southwestern peninsula of Haiti. Breviora, no 137, p. 1-4 (texte intégral).